# Ayumi hamasaki concert tour 2000 A 第2幕
『ayumi hamasaki concert tour 2000 A 第2幕』（アユミ・ハマサキ・コンサート・ツアー・2000・エー・だいにまく）は、浜崎あゆみが2000年に開催したコンサートツアー、およびVHS・DVD作品。タイトルの「A」はロゴ表記。

## 解説
VHSは、2000年9月13日に「ayumi hamasaki concert tour 2000 A 第1幕」（VHS）と同時発売。DVDは、2000年9月27日にアルバム『Duty』、シングル「SURREAL」、DVD「ayumi hamasaki concert tour 2000 A 第1幕」と同時発売された。
第1幕ではハードディスク・レコーダーが使用されていたが、本ツアーからバックバンドを導入するシステムになった。
VHSの、初回限定盤はシリコンケースで DVDは、クリアジャケット仕様。

## 曲目
1. A Song for ××
2. vogue
3. Trauma
4. SEASONS
5. Far away
6. End roll
7. LOVE〜Destiny〜
8. appears
9. ever free
10. WHATEVER
11. Depend on you
12. Fly high
13. Boys & Girls
14. Trauma
15. Who...
16. Special Backstage Shot
17. CREDIT

## 参加ミュージシャン
- 浜崎あゆみ：Vocal

バンドメンバー
- エンリケ：Bass
- 野村義男：Guitar
- 小林信吾：Keyboards
- 友成好宏：Keyboards & Tambourine
- 阿部薫：Drums